# 新岩國站
新岩國站（日语：／ Shin-iwakuni eki */?）是位於日本山口縣岩國市御庄1丁目的西日本旅客鐵道（JR西日本）山陽新幹線鐵路車站。

## 概要
本站位於御庄的盆地中，因此車站兩側皆為長隧道。由於高速「希望（のぞみ）」列車不停車，全日大多數時段一小時僅一班各站停車的回聲號列車（こだま），故使用本站乘客不多。
由於本站接近佐藤榮作、岸信介、重宗雄三幾位有力政治家的出身地，故有人認為是基於政治考量才建設本站，被揶揄為「山陽的岐阜羽島站」，但不同於岐阜羽島站，車站前沒有設置政治家的銅像。
最初規劃時還有將本站並設於山陽本線岩國車站或岩德線西岩國車站兩個方案，但由於路線須通過市區，用地取得較為困難，且為將路線轉向進入市區，也需讓鐵路路線大幅轉彎，影響新幹線運行速度，因此最終決定在御庄設立新車站；但也因為距離岩國市區較遠，岩國市區居民反而透過是透過岩國車站以山陽本線前往廣島或德山再轉搭乘新幹線會更為便利。
在本站往德山方向約200公尺處，也有錦川鐵道錦川清流線的清流新岩國車站，兩車站雖然距離極近，但並未將車站合併，需站外轉乘而無法直接換車，且錦川清流線的運行班距為1至2小時左右1班，班次時間也沒有配合新幹線班次，轉乘不太方便。
JR西日本在此站旁設有保線基地，負責山陽新幹線此路段的路線養護工作，基地內有鐵軌連通至新幹線。

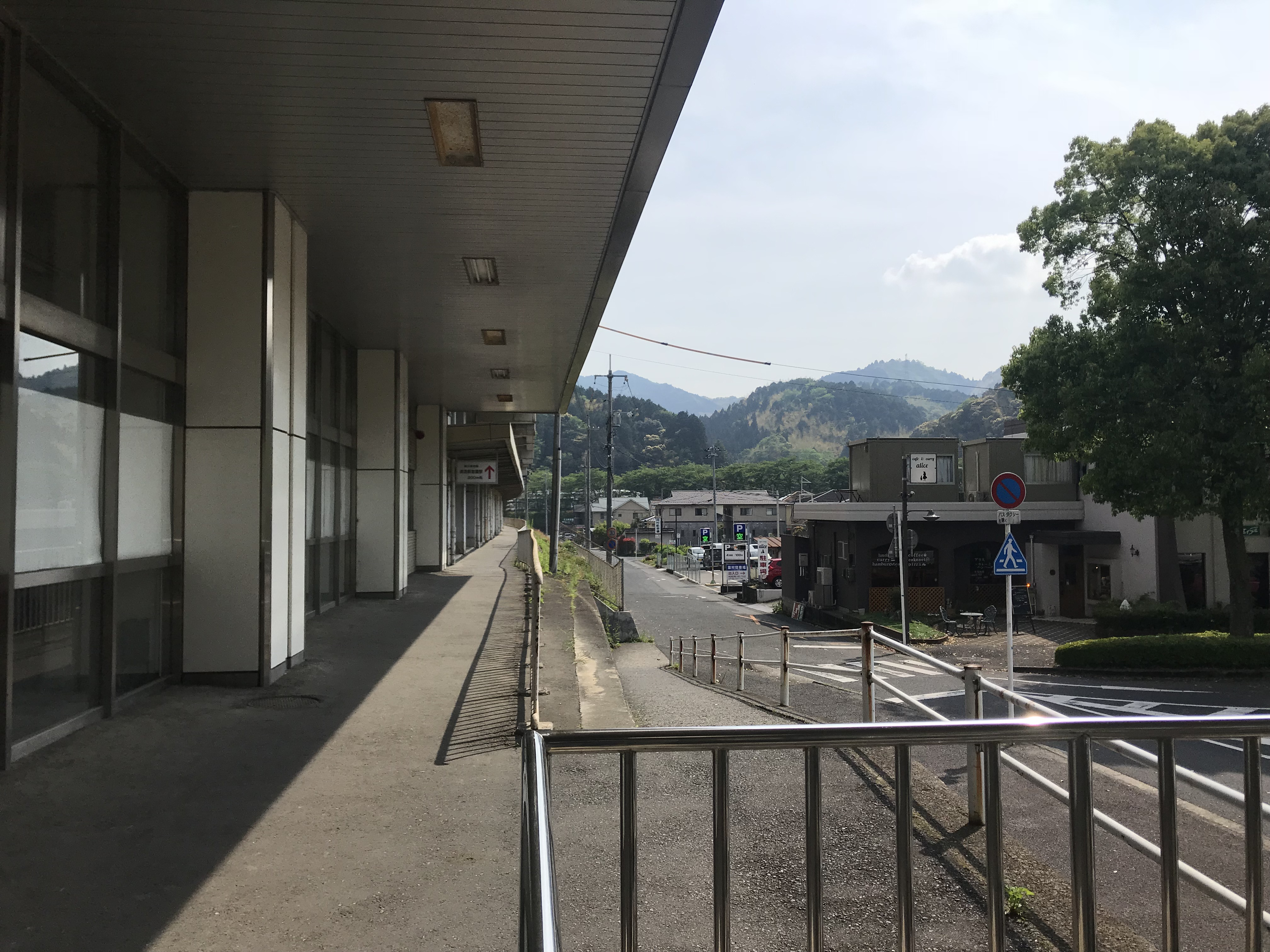
從新岩國車站通往錦川鐵道錦川清流線的清流新岩國車站的通道

## 車站構造
島式、相對式2面3線月台的高架車站。1、2號線為島式月台。
| 月台 | 路線       | 方向 | 目的地           | 備註                |
| ---- | ---------- | ---- | ---------------- | ------------------- |
| 1、2 | 山陽新幹線 | 上行 | 廣島、新大阪方向 | 1號月台只限此站始發 |
| 3    | 山陽新幹線 | 下行 | 新山口、博多方向 |                     |

- 1號線為待避線，只有早上1班定期列車使用，時刻表混亂時會作為臨時月台。

## 歷史
- 1975年3月10日 車站開業。
- 1987年4月1日 國鐵分割民營化、成為JR西日本車站。
- 1997年11月29日 「光號」不再於本站停車。
- 2005年2月18日 驗票閘門設置。
- 2013年3月16日 「光號」少部份班次恢復中停本站，每天往博多下行方向停靠一班、往新大阪上行方向停靠兩班。

## 相鄰車站
西日本旅客鐵道
山陽新幹線
廣島－新岩國－德山

## 外部連結
- JR西日本（新岩國站） （页面存档备份，存于）

34°9′53″N 132°8′59″E / 34.16472°N 132.14972°E